# Орор Монжель
Орор Монжель (фр. Aurore Mongel, 19 квітня 1982) — французька плавчиня.
Учасниця Олімпійських Ігор 2004, 2008 років.
Призерка Чемпіонату світу з водних видів спорту 2007 року.
Чемпіонка Європи з водних видів спорту 2004, 2008 років, призерка 2006 року.
Чемпіонка Європи з плавання на короткій воді 2009 року, призерка 2005, 2008 років.